# Andere Zeiten
Andere Zeiten e. V. – Initiativen zum Kirchenjahr ist ein bundesweit tätiger, gemeinnütziger Verein mit Sitz in Hamburg. Erklärtes Ziel der 1997 gegründeten ökumenischen Initiative ist es, die Zeiten und Feste des Kirchenjahres einer breiteren Öffentlichkeit ins Bewusstsein zu rufen. Sämtliche Überschüsse werden als Spenden an kirchliche und kirchennahe Projekte ausgeschüttet.

## Geschichte
Der Verein wurde 1997 federführend von dem Theologen und Journalisten Hinrich C. G. Westphal, einem Schüler und Freund des Hamburger Theologieprofessors Helmut Thielicke, gegründet. Westphal übernahm den Vorstandsvorsitz und die Chefredaktion von Andere Zeiten und gab dafür 2001 seine Stelle als Leiter des Amtes für Öffentlichkeitsdienst der Nordelbischen Evangelisch-Lutherischen Kirche in Hamburg auf.
Zum Ende des Jahres 2009 übergab Westphal seinen Posten als Chefredakteur des Vereins an den Theologen Henning Kiene. Dessen Nachfolge trat im November 2010 Pastor Thomas Kärst an. Von 2014 bis 2022 war der Journalist und Buchautor Frank Hofmann Chefredakteur bei Andere Zeiten. Seit November 2022 leiten Iris Macke und Ulrike Berg die Redaktion als Chefredakteurinnen. Von 2015 bis 2023 war der Hamburger Theologe Jörg Herrmann Vorstandsvorsitzender. Westphal war bis zu seinem Tod im Jahr 2022 Ehrenvorsitzender des Vereins. Seit September 2023 hat der Verein einen hauptamtlichen Vorstand. Theologischer Vorstand ist der Theologe Oliver Spies. Den Posten des geschäftsführenden Vorstandes für Finanzen und Organisation hat der Wirtschaftswissenschaftler Florian Theuerkauff inne.
Seit 2005 hat der Verein seinen Sitz in einer alten Villa in der Fischers Allee 18 in Hamburg-Ottensen.

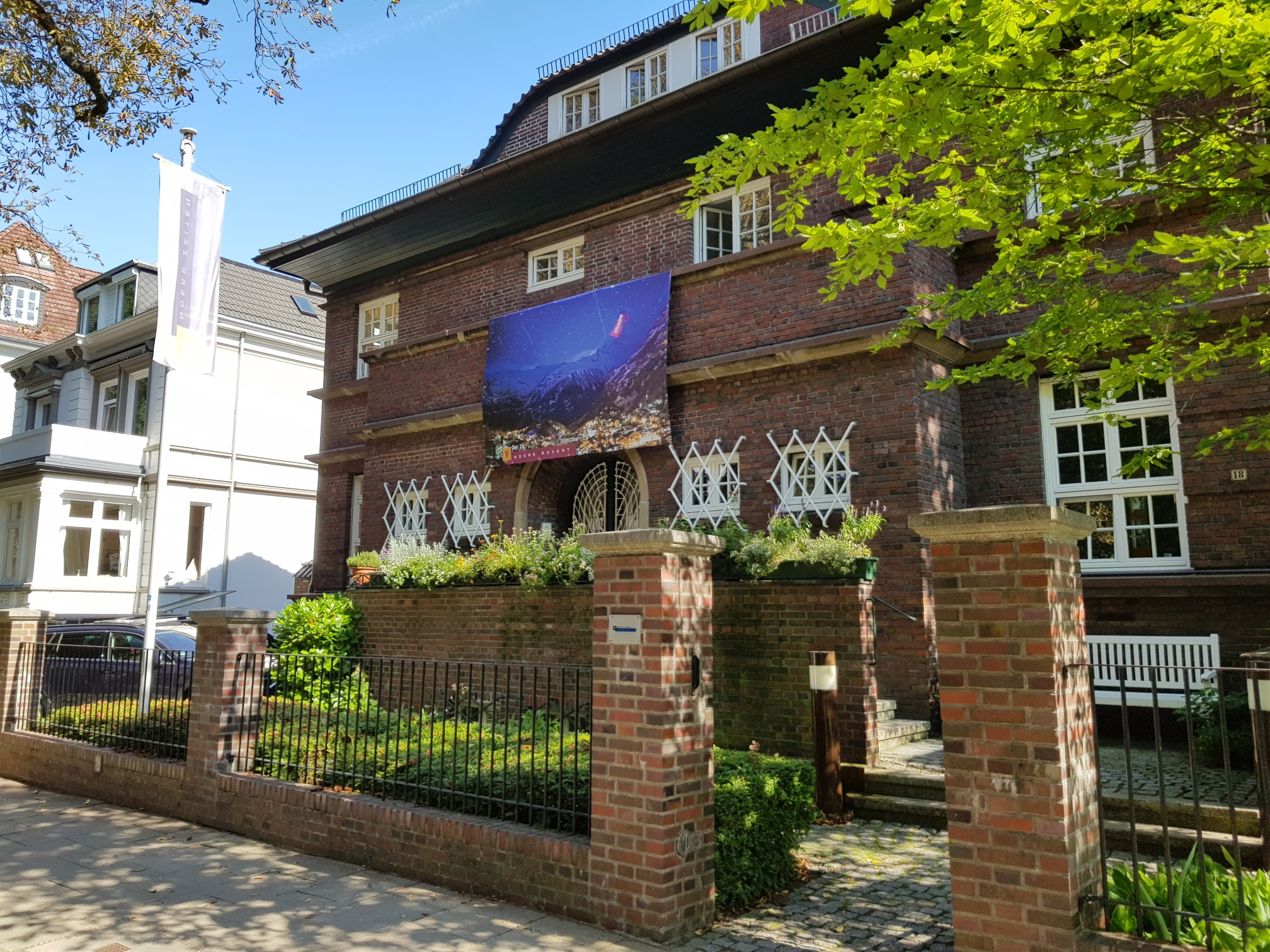
Das Andere Zeiten-Haus in der Fischers Allee in Hamburg-Ottensen.

## Veröffentlichungen und Aktionen
Mit seinen Aktionen lädt der Verein Andere Zeiten ein, die Zeiten und Feste des Kirchenjahres bewusst zu erleben und zu gestalten. Auch in besonderen Lebensphasen möchte der Verein Orientierung bieten und die Leserinnen und Leser bei der Suche nach Gott und auf dem Weg des Glaubens begleiten. Dabei sind berührende Texte und eine eindrückliche Bildsprache die wesentlichen Merkmale der Publikationen von Andere Zeiten.

### Der Andere Advent
Einer breiten Leserschaft ist der Verein durch seinen Adventskalender Der Andere Advent und durch die Fastenaktion 7 Wochen anders leben bekannt. Die Aktion Der Andere Advent wurde auf Initiative von Hinrich C. G. Westphal im Jahr 1995 gestartet. Sie lädt die Teilnehmenden zum täglichen Innehalten ein und begleitet dies mit einem literarischen Adventskalender für Erwachsene. Er wurde 1995 in einer Probeauflage von 4000 Stück vom Amt für Öffentlichkeitsdienst der Nordelbischen Kirche in Hamburg herausgegeben und verschenkt. Nach der Vereinsgründung 1997 übernahm Andere Zeiten die Herausgeberschaft. Seit 1995 ist die Auflagenhöhe des Anderen Advent kontinuierlich gestiegen und lag 2021 bei mehr als 700 000 Stück. Er gilt damit als der auflagenstärkste Adventskalender. Er ist in fünf thematische Abschnitte unterteilt und deckt – dem Kirchenjahr folgend – den Zeitraum vom ersten Advent bis zum Epiphaniastag (6. Januar) ab. Inzwischen hat die Aktion auch Kooperationspartner in der Schweiz und in Österreich. 2017 erschien erstmals Der Andere Advent für Kinder, der Kindern im Grundschulalter die Adventszeit mit Geschichten, Experimenten, Comics und Spielen nahebringt. 2021 wurden mehr als 61.000 Exemplare verkauft.
Zusätzlich zu den beiden Adventskalendern bietet Andere Zeiten am Vorabend des Ersten Advent einen Gottesdienst in einer großen Hamburger Kirche an. Seit 2020 wird an diesem Termin außerdem ein vorab aufgezeichneter Adventsgottesdienst auf dem Youtube-Kanal des Vereins veröffentlicht. Ebenfalls am Vorabend des Ersten Advent eröffnet ein Adventsforum auf der Website des Vereins, in dem sich Interessierte austauschen können.

### Fastenaktionen
Die Aktion 7 Wochen anders leben ist eine überkonfessionelle Fastenaktion des Vereins, die seit 2002 jedes Jahr während der Passionszeit stattfindet. In dieser Zeit werden im wöchentlichen Rhythmus sieben Fastenbriefe sowie eine Begleitbroschüre an rund 15 000 Teilnehmende versendet, die unter anderem Hintergrundinformationen zum Fasten in der Bibel, Erfahrungsberichte von Fastenden, Gedichte, Karikaturen sowie die Erzählung einer biblischen Geschichte enthalten. Begleitend bietet Andere Zeiten auch in der Passionszeit ein Internetforum an, das zur Fastenzeit 2021 knapp 20.000 Beiträge verzeichnete.
Seit 2015 erscheint ebenfalls zur Passionszeit der illustrierte Fastenwegweiser wandeln, der die Leserinnen und Lesern mit täglichen Impulsen durch die knapp sieben Wochen der Fastenzeit führt. Wandeln erreichte 2021 eine Auflage von mehr als 50.000 Exemplaren.

### Weitere Aktionen und Publikationen
Seit 2000 führt der Verein einen Engel aus Bronze im Programm, von dem seither über 1,6 Millionen Exemplare verkauft wurden. Begleitend dazu ist das Buch „Ein Engel hat immer für dich Zeit“ erhältlich.
Das Magazin Andere Zeiten, das die Feste und Themen des Kirchenjahres in einer zeitgemäßen Weise erläutert, wird kostenfrei dreimal jährlich versendet. Die Auflage liegt 2022 bei etwa 190 000.
2017 hatte auch die Themenheftreihe anders handeln Premiere. Das monothematische Heft erscheint dreimal im Jahr in einer Auflage von rund 15 000 Exemplaren. Bisher erschienen zum Beispiel folgende Titel: „Liebe“, „Hoffnung“, „Wir“, „Sinn“, „Wir“ oder „Abschied und Zuversicht“. Zum Gründerteam gehören der Andere Zeiten-Vorstandsvorsitzende Jörg Herrmann, der EKD-Kulturbeauftragte Johann Hinrich Claussen und der damalige Andere Zeiten-Chefredakteur Frank Hofmann. Seit 2021 gibt der Verein einen monatlich erscheinenden anders handeln-Newsletter heraus. Bereits seit Ende 2019 erscheint der wöchentliche Newsletter die andere zeit. 
Neben Initiativen zum Kirchenjahr widmet sich Andere Zeiten in seinen Aktionen auch verschiedenen Lebensphasen. Das Buch alles in allem richtet sich an Menschen in der zweiten Lebenshälfte. Als ob! ist das Jugendbuch des Vereins und SOWEIT spricht junge Erwachsene im Alter zwischen 18 und 30 Jahren an. Mit dem Buch Wunde/r - ein Begleitbuch in Krise und Brise gibt der Verein ein Begleitbuch in Krisenzeiten heraus. Weitere bekannte Publikationen sind das Buch sonntags, das Trostbuch Vom Anfang im Ende und die kleinen Geschichtenbüchlein Typisch!, Ach!, Oh! und Hoppla!. 
Der Verein feiert regelmäßig Gottesdienste, sowohl in Hamburg als auch an anderen Orten. Im Verlauf der Coronapandemie begann Andere Zeiten, auch Online-Gottesdienste zu produzieren, die auf dem Youtube-Kanal des Vereins abrufbar sind.

## Finanzierung und Förderung
Andere Zeiten finanziert seine Aktionen über den Vertrieb seiner Publikationen und christlich-missionarischer Sakralgegenstände wie dem Bronzeengel und Ketten mit Segenskreuzen. Die überschüssigen Gewinne werden an christliche Projekte gespendet. Im Geschäftsjahr 2021 spendete der Verein rund 1,05 Millionen Euro, mit denen mehr als 220 christliche Projekte unterstützt wurden. Insgesamt hat der Verein seit 1997 über 15 Millionen Euro gespendet. Neben der Projektförderung finanziert Andere Zeiten verschiedene Förderpreise.
Seit 2008 vergibt der Verein den mit 15 000 Euro dotierten Andere Zeiten-Preis für innovative Ideen und Projekte, mit dem originelle Aktionen zur Verbreitung und Festigung des christlichen Glaubens ausgezeichnet werden. Der  Andere Zeiten-Journalistenpreis wird seit 2003 an Journalisten verliehen, die sich in beachtenswerter Weise mit den ethischen Fragen unserer Zeit beschäftigen und Geschichten erzählen, die den Weg in eine verantwortungsvoll gestaltete Zukunft weisen. Der Preis ist mit bis zu 6000 Euro dotiert. Zu den bisherigen Preisträgern zählen unter anderem Michael Gleich, Boris Reitschuster, Bastian Obermayer, Henning Sußebach, Andrea Jeska und Alexandra Rojkov. Seit 2021 vergibt Andere Zeiten auch den Klopstockpreis für junge Lyrik, bei dem Nachwuchslyriker ausgezeichnet werden.